# Вальданьо
Вальданьо (итал. Valdagno) — коммуна в Италии, располагается в провинции Виченца области Венето.
Население составляет 27 483 человека (на 2004 г.), плотность населения составляет 521 чел./км². Занимает площадь 50 км². Почтовый индекс — 36078. Телефонный код — 0445.
Покровителем населённого пункта считается святой Климент I (папа римский). Праздник ежегодно празднуется 23 ноября.

## Города-побратимы
- Прин-ам-Кимзе, Германия (1987)